# Кондрашин Андрій Кузьмич
Андрій Кузьмич Кондрашин (рос. Андрей Кузьмич Кондрашин; нар. 1 травня 1916 — пом. 12 січня 1944) — радянський військовий льотчик часів Німецько-радянської війни. Герой Радянського Союзу (1944).

## Життєпис
Андрій Кондрашин народився 1 травня 1916 року в селі Дубовиче. Закінчивши сільську школу, потім школу фабрично-заводського учнівства, працював токарем у Магнітогорську.
У 1936 році Кондрашин закінчив Московський педагогічний технікум.

## Військова служба
У 1936 році А. Кондрашин призваний до лав Робітничо-селянської Червоної Армії та був направлений Єйське військово-морське авіаційне училище.

## Участь уНімецько-радянської війни
А. К. Кондрашин брав участь в обороні Одеси і Севастополя, битві за Кавказ. Був поранений. Після виписки з госпіталю Кондрашин воював під Новоросійськом і Керчи.
До січня 1944 року капітан Андрій Кондрашин командував ескадрильєю 40-го авіаполку 1-й мінно-торпедної авіадивізії ВПС Чорноморського флоту. На той час він здійснив 311 бойових вильотів, завдавши противнику великі втрати в бойовій техніці і живій силі.
12 січня 1944 в районі Одеси літак Кондрашина був підбитий і впав у воду. Льотчик з важкими пораненнями був підібраний румунським катером, проте на березі він незабаром помер.
У 1966 році останки відважного льотчика було перепоховано на Алеї Слави біля пам'ятника Невідомому матросу в Одесі.

## Нагороди
- Орден Леніна
- 3 ордени Червоного Прапора
- орден Вітчизняної війни 1 ступеня
- медалі

## Пам'ять
- Бюст капітана А. К. Кондрашина встановлено в селищі Октябрьске Червоногвардійського району (Крим).
- Його ім'я навічно зараховано до списків особового складу військової частини.
- Ім'я А. К. Кондрашина носить одна з вулиць Одеси[2].